# Hochglocker
Der Hochglocker ist ein 1590 m ü. A. gelegener Berg in der Marktgemeinde Sankt Veit im Pongau im Bezirk St. Johann im Pongau in Österreich. Er gilt als Hausberg der "Sonnenseite" der Gemeinde.

## Geographie

### Lage
Der Berg liegt im Norden der Gemeinde und wird vom Ortsteil Oberlehen im Westen, Pichl im Süden, der Stadtgemeinde St.Johann im Pongau im Nordosten sowie der Gemeinde Mühlbach am Hochkönig umschlossen. Auf einem kleinen Plateau in den Südöstlichen Ausläufern befindet sich das Kloster Maria im Paradies der Barmherzigen Schwestern.

### Aussicht
Der Hochglocker gilt als einer der besten Aussichtsberge des Salzachpongaus, so kann man etwa den Großglockner, den Großvenediger und den Hohen Sonnblick erkennen. Bei optimalen Sichtverhältnissen kann man sogar bis auf die 95,6 Kilometer entfernte Hochhaide sehen.

## Geologie
Der Berg befindet sich in der nördlichen Grauwackenzone.